# Llengües zenetes
Les llengües zenetes són una branca de les llengües amazigues septentrionals parlades a Àfrica del Nord. El nom deriva de la confederació tribal medieval amaziga dels zenetes. Aquest nom fou proposar per primer cop en els treballs del lingüista francès Edmond Destaing (1915) (1920–23). Els dialectes zenetes es distribueixen al llarg del Magrib central, des del nord-est del Marroc fins a l'oest d'Alger, i al nord del Sàhara, des del sud-oest d'Algèria al voltant de Bechar fins Zuwara a Líbia. En gran part d'aquest rang, es limiten a bosses discontínues en zones de predominància lingüística àrab. Les llengües zenetes més parlades són el rifeny al nord-est del Marroc i el shawiya a l'est d'Algèria, cadascun d'ells amb més d'un milió de parlants.

## Llengües

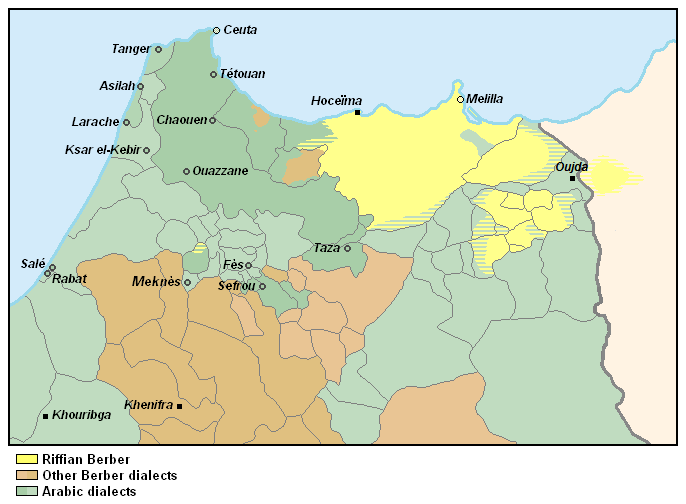
Àrea de les parles rifenyes

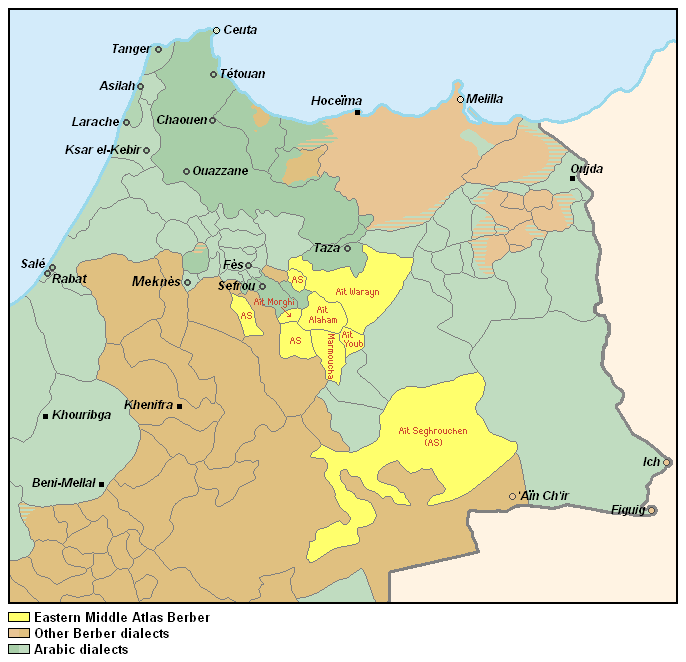
Àrees de l'amazic de l'Atles Mitjà Oriental

Parlars del nord-oest d'Algèria

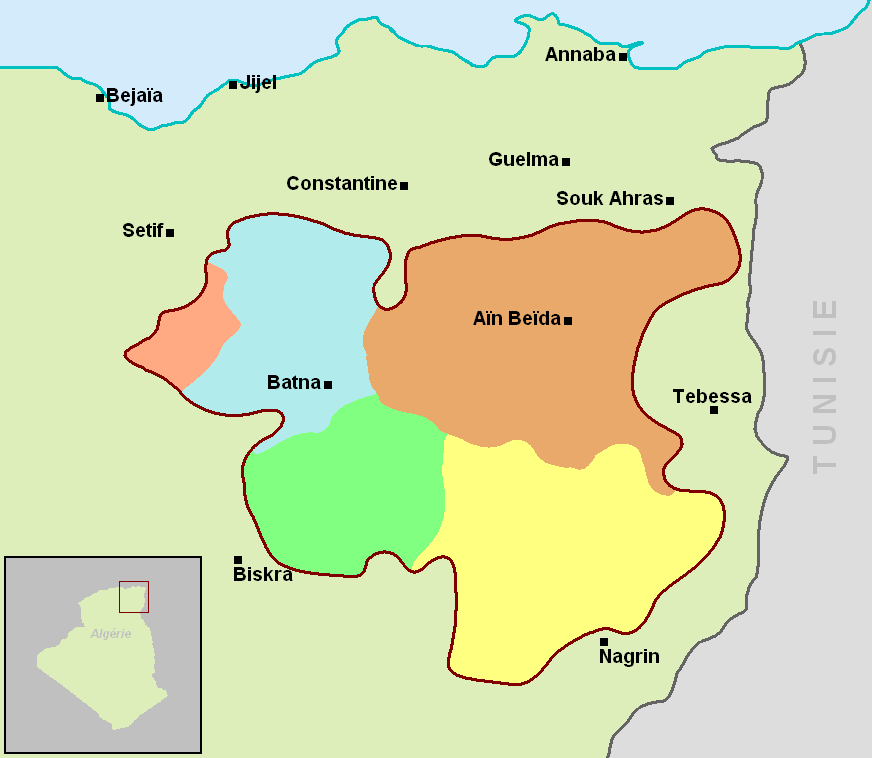
Parlars shawiya

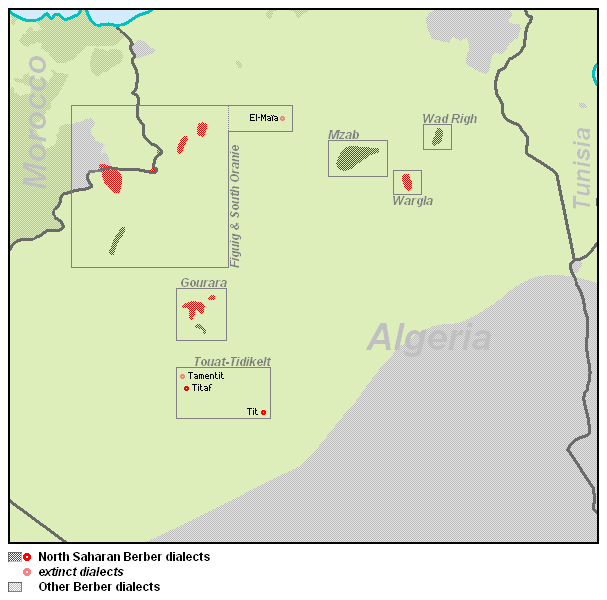
Parlars nord-saharians

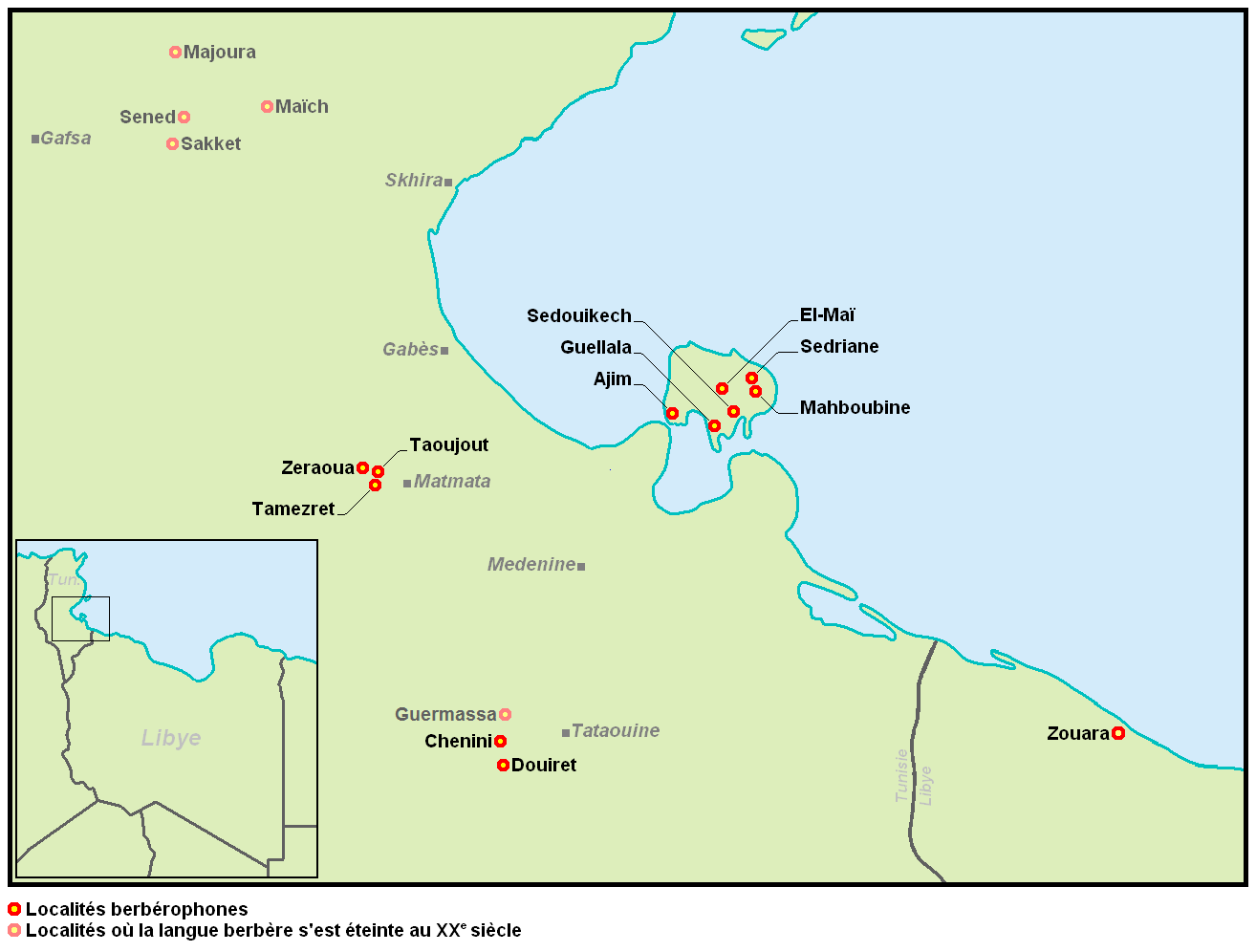
Parlars zenetes orientals

### Kossmann (2013)
Segons Kossmann (2013: 21–24), el zenete és una agrupació bastant arbitrària, en el qual inclou les següents varietats: 
- Rifeny (nom local: Tmaziɣt, nord-est del Marroc); gran diversitat dialectal amb poca dificultat d'intel·ligibilitat mútua entre els dialectes occidentals. Inclou el dialecte d'arzew a Arzew a l'oest d'Algèria (? Extint)
- Beni Iznasen
- Atles Mitjà Oriental: Ait Seghroucheni i un grup dialectes inclòs l'Ait Warain (Ayt Warayn) (Marroc centre-nord)
- Zenete d'Algèria occidental, a l'oest d'Alger (un grup difús):
  - Beni Snous (Tlemcen), a Algèria occidental vora la frontera.
  - Jebel Bissa (intel·ligible amb shenwa)
  - Shenwa (Chenoua), entre Tipasa i Ténès al centre-nord d'Algèria a l'oest d'Alger
  - Beni Messaoud (Shenwa?)
  - Beni Menacer
  - Metmata (d'Algèria; distint del Matmata de Tunísia)
- Shawiya (Chaouia), al voltant de Batna i Khenchela, al sud de Constantina al nord-est d'Algèria
- Mzab–Wargla (oasis del Sàhara septentrional):
  - Sud oranès i Figuig, als ksours al llarg de la frontera entre Algèria i el Marroc i a Figuig al sud-est del Marroc
  - Gurara (Taznatit) (Gourara, al sud-oest d'Algèria, al voltant de Timimoun)
  - Tidikelt i Twat (Touat, Algèria)
  - Mozabit o Mzab, Tumzabt (nord del Sàhara Algerià, vora Ghardaia)
  - Wargli (Ouargli o Tagergrent, Teggargarent), nord del Sàhara Algerià, vora Ouargla
  - Oued Righ (incl. Touggourt; Ethnologue "Temacine Tamazight") a Oued Righ, al voltant de Touggourt i Temacine, Algèria
- Tunísia i Líbia sud-oriental: Gerbi (illa de gerba), matmata (Matmata), sened i zuwara (Zuwarah al nord-oest de Líbia)

### Blench & Dendo (2006)
Blench & Dendo (ms, 2006) consideren que el semete consisteix només en tres llengües diferenciades, de les que els altres (en parèntesi) són dialectes:
- Grup del Rif (Shawiya, Tidikelt, Tuat, Tariifit/Riff, Ghmara, Tlemcen, Sheliff Basin)
- Mzab–Wargla (Gurara, Mzab, Wargla, Ghardaia, Tugurt, Seghrušen, Figuig, Senhaja, Iznacen)
- Zenete oriental (Tmagurt, Sened, Jerba, Tamezret, Taujjut, Nefusi, Zrawa)

Shenwa i zuwara no hi apareixen.

## Característiques
Segons Kossmann (1999:31-32, 86, 172), les innovacions comunes que defineixen les llengües zenetes són:
- La vocal a- en prefixos nominals es cau en nombroses paraules quan precedeix CV, quan C és una sola consonant i V és una vocal completa (no schwa). Per exemple, afus "mà" és substituïda per fus. (Un desenvolupament similar es troba en alguns llengües amazigues orientals, però no en nafusi).
- Verbs la forma original d'aorist dels quals acaba en -u mentre que llur formes en perfet acaben en -a acaben en -a també en aorist, deixant aquests verbs sense marcar la diferència entre aorist i perfet. Per exemple, * ktu "oblidar", Siwi ttu, esdevé Ouargli tta. (Això també afecta el nafusi.)
- El verbs consisteixen (en aorist) en dues consonants sense cap vocal diferent de schwa dividida en dues classes en amazic:[6][7] una on apareix una vocal variable final en forma perfet i una que continua sense tenir una vocal final al perfet. En zenete, aquesta última classe ha estat completament fusionat amb l'antiga al perfecte, amb l'única excepció del perfet negatiu de * əɣ s "voler". Per exemple, cabil (no zenete) gər "llençar", pf. -gər (int. -ggar), correspon al Ouargli (Zenete) gər, pf. -gru. (Aquest canvi també afecta el nafusi; Basset (1929:9) dona exemples on sembla no passar en chenoua.)
- Protoberber * -əβ esdevé -i en zenete.[8] Per exemple, * arəβ "escriure" esdevé ari. (Aquest canvi també passa en varietats incloses en el dialecte izayan del Tamazight del Marroc Central, bafusi, i siwi.)
- En protoberber les k´ i g´ palatalitzades, corresponents a k i g en varietats no zenetes, desdevé š i ž en zenete (encara que s'hi haa trobat un bon nombre de correspondències.) Per exemple, k´ăm "tu (f. sg.)" esdevé šəm. (Aquest canvi també afecta a nafusi i siwi.)

A més de la correspondència de k i g a š i ž, Chaker (1972), alhora que expressa la incertesa sobre la coherència lingüística del zenete, nota com a trets compartits zenete:
- Un sufix demostratiu proximal "aquest" -u, en lloc de -a
- Una -o final al perfet dels verbs de dos consonants, en lloc d' -a (per exemple, yə-nsu  "dormia" en lloc de yə-nsa en altres varietats)

Aquestes característiques identifiquen un subconjunt més restringit d'amazic que les anteriorment esmentats varietats del Sàhara, principalment del nord; que exclouen, per exemple, shawiya i tots llevat els dialectes més orientals del rifeny.